# Berchères-Saint-Germain
Berchères-Saint-Germain ist eine französische Gemeinde mit 898 Einwohnern (Stand: 1. Januar 2022) im Département Eure-et-Loir in der Region Centre-Val de Loire. Sie gehört zum Arrondissement Chartres und zum Kanton Chartres-1.

## Geographie
Berchères-Saint-Germain liegt neun Kilometer nördlich von Chartres. Umgeben wird Berchères-Saint-Germain von den Nachbargemeinden Challet im Nordwesten und Norden, Tremblay-les-Villages im Norden, Bouglainval im Nordosten und Osten, Jouy und Saint-Prest im Südosten, Poisvilliers im Süden, Fresnay-le-Gilmert im Südwesten, Briconville im Südwesten und Westen sowie Clévilliers im Nordwesten.
Durch die Gemeinde führt die Route nationale 154.

## Geschichte
1972 wurden die Gemeinden Berchères-la-Maingot und Saint-Germain-la-Gâtine zusammengelegt.

## Bevölkerungsentwicklung
| Jahr                       | 1962 | 1968 | 1975 | 1982 | 1990 | 1999 | 2006 | 2012 | 2020 |
| Einwohner                  | 291  | 252  | 367  | 446  | 594  | 682  | 773  | 766  | 890  |
| Quellen: Cassini und INSEE |      |      |      |      |      |      |      |      |      |

## Sehenswürdigkeiten

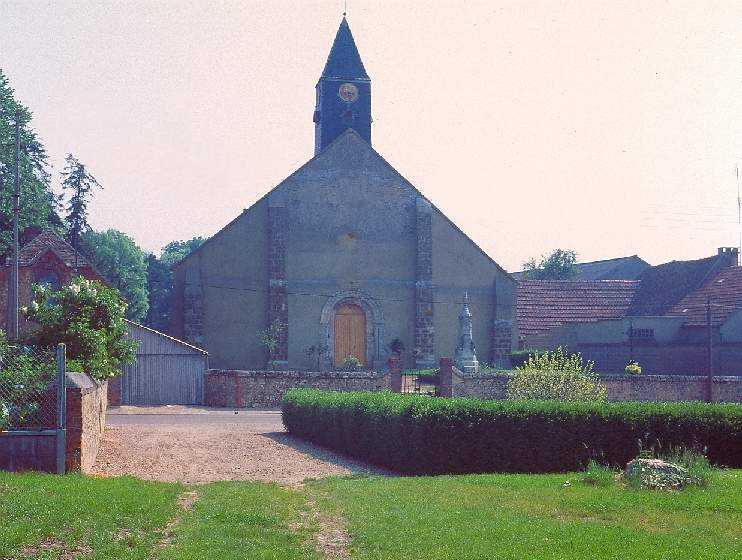
Kirche Saint-Pierre
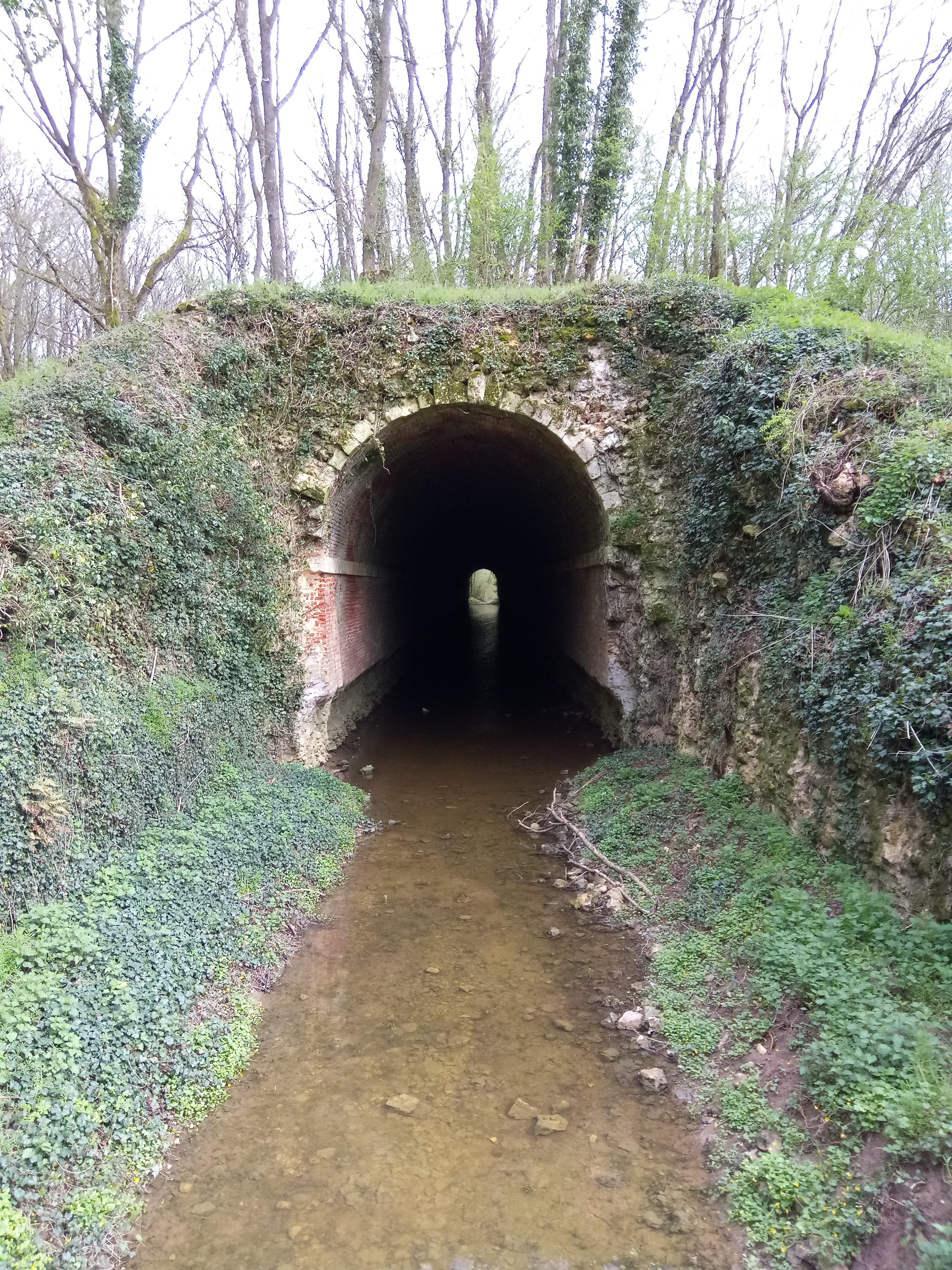
Tunnel (Arche de la Vallée) für den Canal de l’Eure, seit 1934 Monument historique
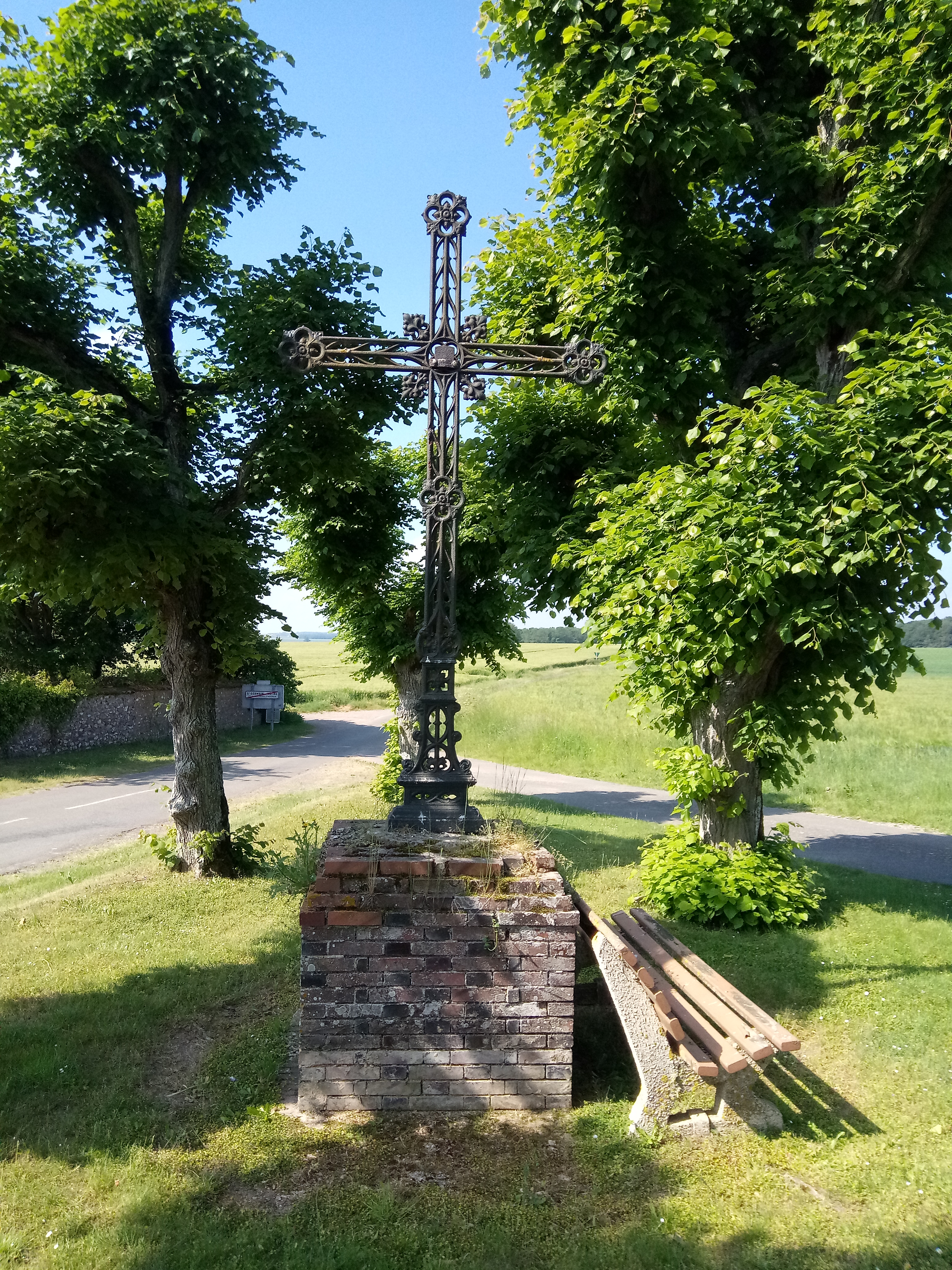
Wegkreuz in Saint-Germain-la-Gâtine
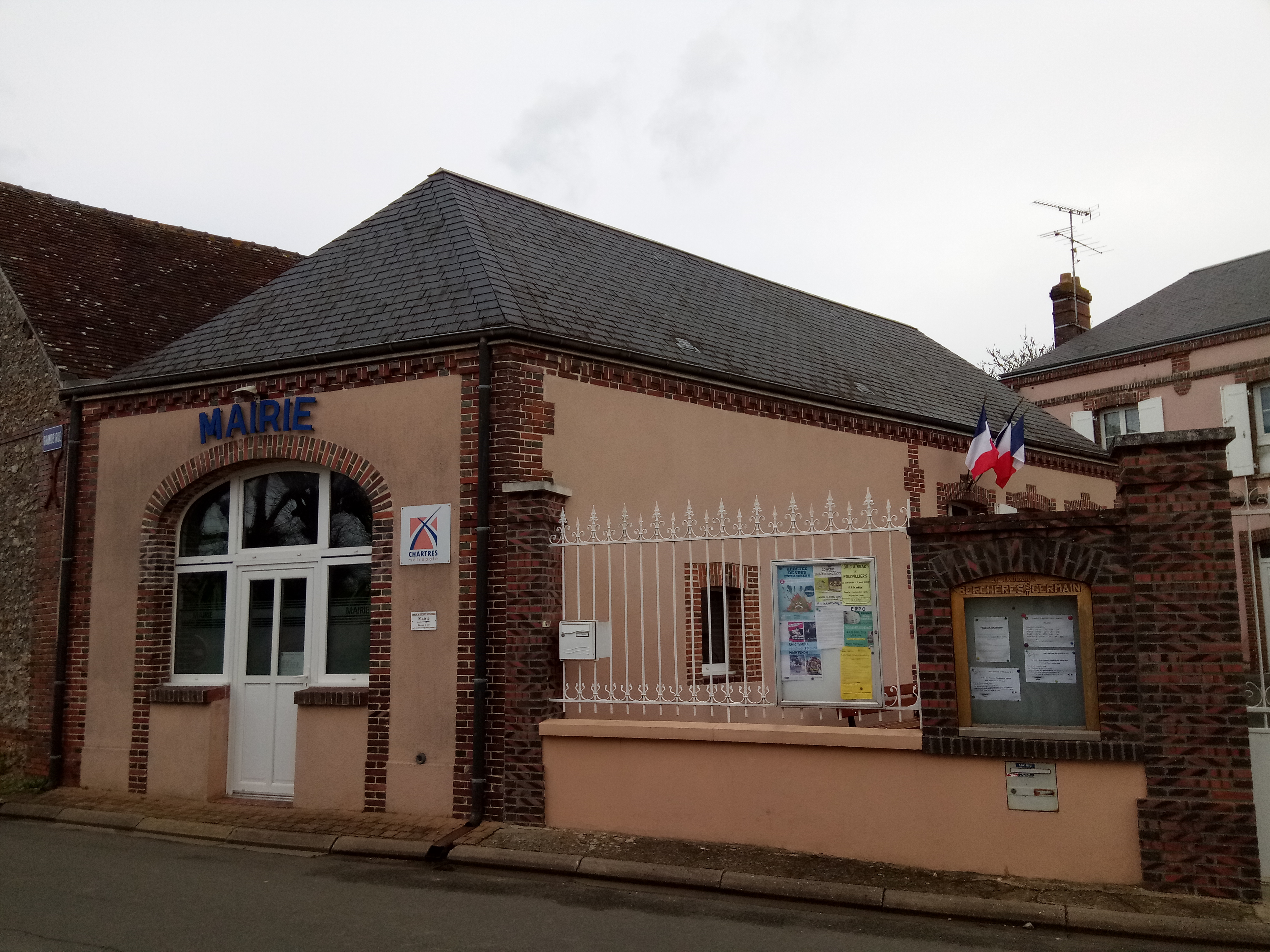
Rathaus

- zwei Wassertürme

- Kirche Saint-Pierre
- Tunnel Arche de la Vallée
- Wegkreuz in Saint-Germain-la-Gâtine
- Rathaus